# Sean Smith García
Sean Smith García (nacido el 9 de diciembre de 1995 en Madrid) es un jugador de baloncesto español que actualmente pertenece a la plantilla del Chernomorets Burgas de la Liga de Baloncesto de Bulgaria. Con 2,04 m de estatura, juega en la posición de ala-pívot. Es hijo del exjugador de baloncesto Mike Smith.

## Trayectoria
Nacido en Madrid, se desplazó a los siete años a Málaga y posteriormente a Sevilla una vez su padre, Mike Smith, se retiró del baloncesto profesional. Tras pasar por la Canarias Basketball Academy, en 2015 se estableció en Estados Unidos para cursar estudios universitarios en el Junior College Southwest Mississippi. Tras dos años ingresó en la Universidad de St. Cloud State con sede en el estado de Minesota, donde disputó la División II de la NCAA formando parte de la plantilla de los Huskies. Terminó su etapa graduándose en la temporada 2018/19 con unos promedios de 13.5 puntos, 7.5 rebotes y 3.6 tapones por partido (líder absoluto de la competición en este apartado). Fue nominado integrante del Mejor Quinteto Defensivo y del Segundo Mejor Quinteto de la Conferencia NSIC.
En verano de 2019 ficha por el Básquet Coruña, club de LEB Oro en su primera experiencia profesional, registrando promedios de 5.1 puntos y 4.7 rebotes.
En agosto de 2020 se incorpora a las Palencia Baloncesto de la LEB Oro. En la temporada 2020/21 disputa 25 partidos en los que promedia 6.3 puntos, 5.7 rebotes y 1.1 tapones.
El 9 de julio de 2021 se oficializa su fichaje por el Lenovo Tenerife, de Liga ACB, por una temporada, prorrogable a tres. En toda la temporada 2021/22 disputa únicamente 12 partidos con una participación muy residual. El 23 de junio de 2022 se anuncia su desvinculación del club tinerfeño.
El 10 de agosto de 2022, firma por el CB Estudiantes de la Liga LEB Oro.
El 18 de agosto de 2023, firma un contrato temporal por el Unicaja Málaga de la liga ACB para reforzar al equipo en pretemporada.
En la temporada 2023-24, firma por el Chernomorets Burgas de la Liga de Baloncesto de Bulgaria.